# Bocce ai The World Games Series 2025
Le competizioni di bocce ai The World Games Series 2025 si sono svolte dal 29 al 30 marzo 2025 a Chengdu, in Cina

## Podi

### Uomini
| Evento                     | Oro               | Argento          | Bronzo          |
| Pétanque - Tiro precisione | Yves Rakotoarisoa | Ratchata Khamdee | Thurain Tun Win |

### Donne
| Evento                     | Oro                 | Argento    | Bronzo     |
| Pétanque - Tiro precisione | Mirana Ramamonjisoa | Yu Yu-Hsun | Yan Linlin |

### Gare miste
| Evento | Oro                                | Argento                               | Bronzo                                          |
| Doppio | Cambogia Thong Chhoeun Ouk Sreymom | Vietnam Vo Minh Luan Kim Thi Thu Thao | Thailandia Khamdee Ratchata Fueansanit Nantawan |

## Medagliere
| Posiz. | Nazione       | Oro | Argento | Bronzo | Totale |
| ------ | ------------- | --- | ------- | ------ | ------ |
| 1      | Madagascar    | 2   | 0       | 0      | 2      |
| 2      | Cambogia      | 1   | 0       | 0      | 1      |
| 3      | Thailandia    | 0   | 1       | 1      | 2      |
| 4      | Taipei cinese | 0   | 1       | 0      | 1      |
| 4      | Vietnam       | 0   | 1       | 0      | 1      |
| 6      | Cina          | 0   | 0       | 1      | 1      |
| 6      | Birmania      | 0   | 0       | 1      | 1      |
| Totale | Totale        | 3   | 3       | 3      | 9      |